# 格朗桑蒂
格朗桑蒂（法語：Grand-Santi，法語發音：[ɡʁɑ̃ sɑ̃ti]）是法国海外省法属圭亚那的一个市镇，属于马罗尼河畔圣洛朗区。

## 地理
格朗桑蒂（4°16'24"N, 54°22'54"W）面积2,112 平方千米平方千米，位于法国海外省法属圭亚那。
与格朗桑蒂接壤的市镇（或旧市镇、城区）包括：马罗尼河畔圣洛朗、阿帕图、帕派什通。
格朗桑蒂的时区为UTC−03:00。

## 行政
格朗桑蒂的邮政编码为97340，INSEE市镇编码为97357。

## 政治
格朗桑蒂的现任市长为费利克斯·达达（Felix Dada）先生，任期为2020-2026年。

## 人口

1962-2008年间格朗桑蒂人口变化图示

格朗桑蒂于2022年1月1日时的人口数量为9390人。